# Bauchi (estado)
O  Estado de Bauchi é um dos trinta e seis estados pertenecentes à Nigeria.

## Localidades
Bauchi se subdivide em 20 áreas de governo local:
| - Alkaleri - Bauchi - Bogoro - Dambam - Darazo - Dass - Gamawa - Ganjuma - Giyade - Itas/Gadau |  | - Jama'are - Katagum - Kirfi - Misau - Ningi - Shira - Tafawa Balewa - Toro - Warji - Zaki |